# Zip
A .ZIP egy archív fájlformátum, amely a veszteségmentes tömörítést támogatja. Egy .ZIP fájl tartalmazhat egy vagy több fájlt és/vagy mappát, amely már tömörített. A .ZIP fájlformátum lehetővé teszi számos tömörítési algoritmus működését. A formátumot eredetileg 1989-ben Phil Katz készítette, és a PKWARE által terjesztett PKZIP alkalmazás használta, felváltva az addigi Thom Henderson-féle ARC tömörítést.
Jelenleg a .ZIP fájlformátumot több alkalmazás is támogatja. A Microsoft 1998 óta beépíti ezt a tömörítettfájlformátum-támogatást „tömörített mappa” név alatt. Az Apple is bevezette a .ZIP formátum támogatását a Mac OS X 10.3-tól (a BOMArchiveHelperen keresztül, jelenleg az Archive Utilityn). Ugyanakkor a legtöbb ingyenes operációs rendszer is beépítette a .ZIP fájlformátum támogatását a Microsoft és Apple cégekhez hasonlóan.

## Története
A .ZIP fájlformátumot Phil Katz készítette a PKWARE-nál. A formátumot azután alkotta meg, hogy a cége pert indított ellene a Systems Enhancement Associates (SEA) panaszára, hogy az archiváló termékei a SEA ARC archiváló rendszerből származtak. A "zip" nevet (melynek jelentése "mozogni nagy sebességgel") Robert Mahoney, Katz barátja javasolta. Azt akarták jelezni, hogy a termékük gyorsabb, mint az ARC és más tömörítési formátumok abban az időben. A legkorábban ismert .ZIP File Format Specification verziót először a PKZIP 0.9 csomag részeként tették közzé, az APPNOTE.TXT tanúsága szerint 1989-ben.
A .ZIP fájlformátum közkincs lett.